# Mathieu Faure
Mathieu Faure est un banquier et homme politique français né le 11 décembre 1771 à Jarnac-Champagne et mort le 22 mai 1832 au château du Douhet (Charente-Maritime).

## Biographie
Mathieu Faure est le fils du négociant en cognac Jean-François Faure et de Marie Faure.
Banquier à Saintes, maire de la ville, juge au tribunal de commerce, conseiller d'arrondissement et président de canton, il est député de la Charente-Inférieure de 1819 à 1823, siégeant à gauche, avec les libéraux.
Gendre de James Delamain, il est le beau-père du marquis Charles Marc-René de Voyer de Paulmy d'Argenson.
Il est enseveli dans un tombeau situé dans le parc du château du Douhet, où figure l'épitaphe suivante « A mon bon père » que sa fille Anne-Marie aurait fait graver.

## Sources
- « Mathieu Faure », dans Adolphe Robert et Gaston Cougny, Dictionnaire des parlementaires français, Edgar Bourloton, 1889-1891 [détail de l’édition]